# Las Baniewicki
Las Baniewicki este o arie protejată (sit de importanță comunitară — SCI) din Polonia întinsă pe o suprafață de 611,54 ha, integral pe uscat.

## Localizare
Centrul sitului Las Baniewicki este situat la coordonatele 53°06′17″N 14°35′06″E / 53.1047°N 14.5851°E.

## Înființare
Situl Las Baniewicki a fost declarat sit de importanță comunitară în octombrie 2009 pentru a proteja un număr necunoscut de specii din flora spontană și fauna sălbatică aflate în arealul zonei.

## Biodiversitate
Situată în ecoregiunea continentală, aria protejată conține 3 habitate naturale: Lacuri eutrofice naturale cu vegetație de tip Magnopotamion sau Hydrocharition, Păduri de stejar sau de stejar și carpen sub-atlantice și medio-europene de Carpinion betuli, Păduri aluvionare cu Alnus glutinosa și Fraxinus excelsior (Alno-Padion, Alnion incanae, Salicion albae).
La baza desemnării sitului se află un număr nedeclarat de specii protejate.